# Дун-Лэаре-Ратдаун
Дан-Лири-Ратдаун (ирл. Dún Laoghaire–Ráth an Dúin) — административное графство в традиционном графстве Дублин на востоке Ирландии. Было образовано 1 января 1994 года при новом административном делении традиционного графства Дублин в провинции Ленстер на территории Республики Ирландии. Крупнейший населённый пункт — Дан-Лири. Население 192 тыс. человек (2002).

## География
Площадь 127,31 км² — данное графство обладает самой маленькой территорией и самым длинным названием из всех административно-территориальных единиц такого уровня в Ирландии.

## История
Графство было образовано 1 января 1994 года.

## Достопримечательности
- Порт Данлири

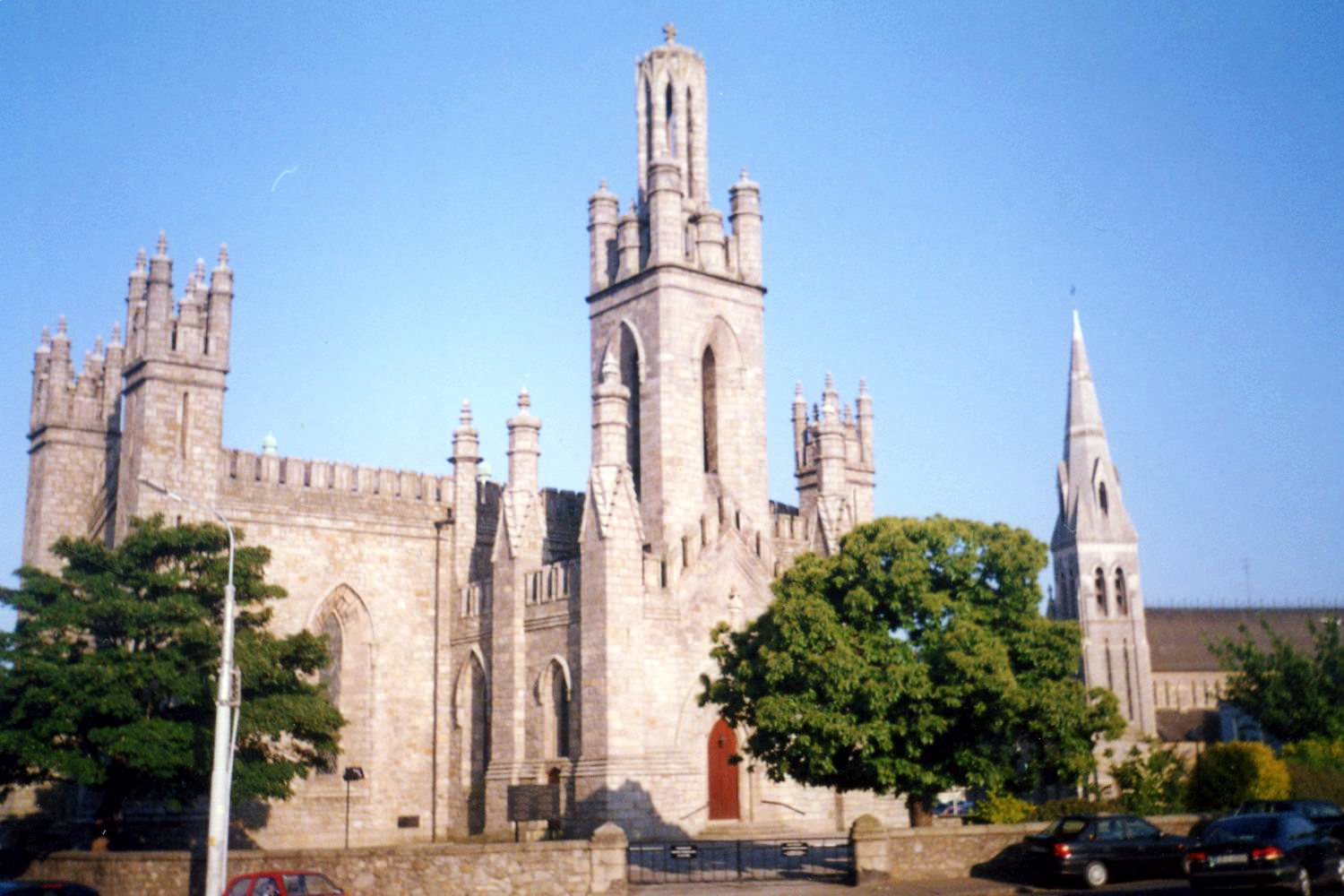
Церковь в Монкстауне

- Музей Джеймса Джойса в башне Мартелло в Сандикове; здесь Джойс написал первые главы своего романа Улисс.
- Долки — архитектура раннего Средневековья.
- Церковь Св. девы Марии, руины средневекового замка в Монкстауне[англ.]